# Úpor (přírodní rezervace)
Přírodní rezervace Úpor byla vyhlášena roku 1957 a nachází v klínu soutoku Labe a Vltavy u Mělníka v katastrálním území Úpor obce Obříství v okrese Mělník, malou částí též v katastrálním území Kly. Důvodem ochrany je zachovalý lužní les se sněženkou podsněžníkem.
Chráněné území bylo zrušeno dne 10. června 2014 a nahrazeno přírodní rezervací Úpor–Černínovsko.